# Rosetta Stone (software)
Rosetta Stone es un programa para aprender idiomas que es producido por Rosetta Stone, Inc.. El título de este programa es una referencia a la Piedra Rosetta, una piedra con inscripciones que ayudó a los investigadores a descifrar la escritura del egipcio antiguo.
Rosetta Stone utiliza una combinación de imágenes, texto y sonido, donde los niveles de dificultad suben a medida que el estudiante avanza. En estas lecciones el estudiante aprende vocabulario y funciones gramaticales sin traducción alguna. El objetivo del programa es que los estudiantes aprendan el idioma que estudian de la manera que aprendieron su idioma materno.

## Uso del programa
La instrucción del idioma se hace por medio de unidades donde cada unidad tiene 10-12 lecciones (el número de lecciones varía dependiendo de la unidad). Cada lección está dividida entre A B C D y E. En cada lección el estudiante del idioma tiene que elegir la imagen correcta entre cuatro imágenes.
Las mismas imágenes y las mismas oraciones son utilizadas en todos los idiomas

 Estas son las funciones de cada sección de las lecciones 

A: Escuchar y leer
En este ejercicio un hablante nativo dice una palabra o frase y el estudiante tiene que elegir la imagen correcta. Esta sección contiene texto para que el estudiante lea al mismo tiempo lo que el nativo dice.
B Escuchar
En este ejercicio el hablante nativo dice una palabra o frase y luego el estudiante elige la imagen correcta. En este ejercicio no se incluye texto ya que es solo para escuchar.
C: Leer
Aquí solo se presentas las imágenes con el texto. No hay voz del hablante nativo; el estudiante tiene que leer el texto en las imágenes solamente y así escoger la imagen que representa el texto.
D: Hablar
Aquí el estudiante escucha al hablante nativo hablar y luego se le pide que repita.
La voz del estudiante es evaluada por sistema de reconocimiento de voz que compara la voz del estudiante a la voz del nativo. Se necesita un micrófono para que el sistema de reconocimiento de voz pueda evaluar al estudiante.
E: Escribir
Aquí el estudiante escucha una frase que luego tiene que escribir. Al presionar enter, el programa le dice donde están sus errores. Si no hay errores, el estudiante pasa a la siguiente imagen.

## Idiomas
| Idioma                  | Versión | Nivel 1 | Nivel 2 | Nivel 3 | Nivel 4 | Nivel 5 | Audio Companion |
| ----------------------- | ------- | ------- | ------- | ------- | ------- | ------- | --------------- |
| Árabe                   | v3      | Sí      | Sí      | Sí      | No      | No      | Sí              |
| Chino (Mandarín)        | v4      | Sí      | Sí      | Sí      | Sí      | Sí      | Sí              |
| Danés                   | v2      | Sí      | No      | No      | No      | No      | No              |
| Holandés                | v3      | Sí      | Sí      | Sí      | No      | No      | Sí              |
| Inglés (estadounidense) | v4      | Sí      | Sí      | Sí      | Sí      | Sí      | Sí              |
| Inglés (Británico)      | v4      | Sí      | Sí      | Sí      | Sí      | Sí      | Sí              |
| Filipino (Tagalo)       | v3      | Sí      | Sí      | Sí      | No      | No      | Sí              |
| Francés (Francia)       | v4      | Sí      | Sí      | Sí      | Sí      | Sí      | Sí              |
| Alemán                  | v4      | Sí      | Sí      | Sí      | Sí      | Sí      | Sí              |
| Griego                  | v3      | Sí      | Sí      | Sí      | No      | No      | Sí              |
| Gallego                 | v3      | No      | No      | No      | No      | No      | No              |
| Hebreo                  | v3      | Sí      | Sí      | Sí      | No      | No      | Sí              |
| Hindi                   | v3      | Sí      | Sí      | Sí      | No      | No      | Sí              |
| Indonesio               | v2      | Sí      | No      | No      | No      | No      | No              |
| Irlandés                | v3      | Sí      | Sí      | Sí      | No      | No      | Sí              |
| Italiano                | v4      | Sí      | Sí      | Sí      | Sí      | Sí      | Sí              |
| Japonés                 | v3      | Sí      | Sí      | Sí      | No      | No      | Sí              |
| Coreano                 | v3      | Sí      | Sí      | Sí      | No      | No      | Sí              |
| Latín                   | v3      | Sí      | Sí      | Sí      | No      | No      | Sí              |
| Pashto                  | v2      | Sí      | No      | No      | No      | No      | No              |
| Persa (Irán)            | v3      | Sí      | Sí      | Sí      | No      | No      | Sí              |
| Polaco                  | v3      | Sí      | Sí      | Sí      | No      | No      | Sí              |
| Portugués (Brasileño)   | v3      | Sí      | Sí      | Sí      | No      | No      | Sí              |
| Ruso                    | v4      | Sí      | Sí      | Sí      | Sí      | Sí      | Sí              |
| Español (Latinoamérica) | v3      | Sí      | Sí      | Sí      | Sí      | Sí      | Sí              |
| Español (España)        | v3      | Sí      | Sí      | Sí      | Sí      | Sí      | Sí              |
| Suajili                 | v2      | Sí      | No      | No      | No      | No      | No              |
| Sueco                   | v3      | Sí      | Sí      | Sí      | No      | No      | Sí              |
| Tailandés               | v2      | Sí      | No      | No      | No      | No      | No              |
| Turco                   | v3      | Sí      | Sí      | Sí      | No      | No      | Sí              |
| Vietnamita              | v3      | Sí      | Sí      | Sí      | No      | No      | Sí              |
| Galés                   | v2      | Sí      | No      | No      | No      | No      | No              |

## Niveles
Todos los idiomas excepto Latín usan el mismo set de palabras y oraciones en el mismo orden, con las mismas imágenes (incluso algunas imágenes son repetidas en diferentes lecciones). Hay tres niveles de enseñanza, cada uno vendido por separado, o pueden ser comprados juntos por un descuento.
- Nivel I consiste de ocho unidades que empiezan con palabras como "niño", " Avión", "Perro", después avanza a los números, el tiempo pasado y futuro, y la unidad final consiste en dar direcciones. La unidad 1-4 tienen 10 lecciones más una lección de repaso cada una; las unidades 5-8 tienen 11 lecciones más una unidad de repaso cada una. En total son 92 lecciones.

Estos son algunos de los temas en el Nivel I: 
- - Direcciones: “¿Cómo llegó a...”
  - Formas afirmativas y negativas de verbos
  - El presente, el pasado y el futuro
  - Comida, comer, y beber
  - Relaciones familiares
  - Profesiones y actividades
  - Objetos directos
  - Decir la hora
  - Números hasta el 100
  - Objetos de preposiciones
  - Ropa y el vestirse
  - Estar solo, en grupo, o con amigos
  - Vehículos, muebles, e instrumentos musicales
  - Figuras, colores, y localizaciones ( la niña está a la derecha de...)

- Nivel II consiste de las unidades 9-11. Estas unidades son más avanzadas que las del nivel I ya que en ellas se enseñan conceptos gramaticales más avanzados; por ejemplo el subjuntivo. Las lecciones también incluyen temas como ir al banco, ir de compras, y viajar.

En algunas lecciones se muestran videos cortos para ilustar algunos verbos. Las unidades 16 y 17 consisten completamente de caricaturas humorísticas, algunas con texto. En total son 118 lecciones.
Estos son algunos de los temas en el Nivel II: 
- - Saludos y conversaciones
  - Viajar, transportación, y transacciones
  - Verbos en la voz pasiva
  - Las medidas: longitud, peso, volumen, temperatura y distancia
  - Ir de compras e ir a comer a restaurantes
  - Preguntar; formas de referencia
  - Imperativos
  - El tiempo y la ropa
  - Actividades de oficina y terminología
  - Cláusulas del subjuntivo
  - Conversaciones sociales comunes
  - El calendario
  - Geografía política
  - Los cinco sentidos; enfermedad y salud

- Nivel III usa unidades más convencionales ya que usa videos mucho más largos que los del nivel II y también usa textos más largos para expandir el nivel de enseñanza.

Estos son algunos de los temas en el Nivel III: 
- - Llegando al aeropuerto
  - Alquilar un coche
  - Tiempos subjetivos del verbo
  - Encontrando un apartamento
  - Construcciones causativas
  - Negociación de un arriendo
  - Pronombres personales, reflexivos, e intensivos
  - Ir de compras al mercado
  - Comprando y vendiendo
  - Pronombres relativos
  - Situaciones de trabajo

## Versiones
Es difícil saber cual versión es la más reciente en los programas que distribuye Rosetta Stone ya que esta información no se hace disponible en su página web ni en los programas. A mediados del 2006, la versión de muestra era 2.1.4 pero Macword había evaluado la versión 3.0 varios meses antes. La versión 3.0 ya está empezando a salir y en el paquete de compra dice la versión del programa.
Rosetta Stone no hace que las actualizaciones de cada versión estén disponible en línea; en vez de esto prefieren mandar un CD de actualización con cada orden. Esto ha causado que los usuarios tengan varias versiones en su computadora ya que muchos CD anteriores no son compatibles con otras versiones más nuevas.
Las versiones nuevas tienen fotos de mejor calidad que las de sus precedentes.

## Uso en el ejército de los Estados Unidos
En el 2005, Rosetta Stone firmó un contrato con el ejército de los Estados Unidos. El contrato, que vale 4.2 millones de dólares por un año, hace el programa de Rosetta Stone disponible a todos los miembros activos del ejército de EE. UU sin costo alguno. El contrato fue renovado en el 2006.
El contrato busca fortificar las habilidades lingüísticas del personal del ejército para que estos puedan tener al menos comunicación básica en el idioma donde se encuentren. Por ejemplo, muchos miembros activos usan el programa para aprender pashto, persa o árabe, hablados en Afghanistán Irán, y el Medio Oriente, respectivamente.
La manera en que el programa es disponible a los soldados es por medio de un registro en línea. Cuando un soldado se registra para utilizar el programa se le da un nombre de usuario y una contraseña para que pueda entrar a utilizar el programa. En el 2006, 63,000 soldados se habían registrado para utilizar este servicio.

## Críticas
La crítica más frecuente del programa es la falta de sensibilidad hacia los idiomas que enseña y sus respectivas culturas. Todos los programas presentan los mismos conceptos en el mismo orden, usando las mismas imágenes que en su mayor parte fueron tomadas en la ciudad de Washington D. C. en un área cercana a las instalaciones de Fairfield.
En 2007, Mark Kaiser, director del centro de lenguajes de la Universidad de California, Berkeley, evaluó la versión de Ruso. En su evaluación el profesor fue áspero llamando al programa como "muy inadecuado por un número de razones." No solo notó la falta de contexto cultural en cada idioma (diciendo que nunca había visto un rollo de papel higiénico en Rusia en ninguna de sus visitas) pero también dijo que algunas palabras y frases estaban muy adheridas al inglés.
Como ejemplo Kaiser señaló una lección donde se muestra una imagen de dos personas remando y la imagen es asociada con la frase en inglés "They are using a boat" (están usando un bote). En ruso, esto sería traducido literalmente como "Они пользуются лодкой." Pero, según Kaiser, ningún nativo del idioma ruso usaría el verbo 'usar' en este contexto; un verbo específico al viaje por agua sería preferible para un nativo de Ruso. Por ejemplo, "Они плывут/катаются на лодке" (ellos están remando en el bote) sería usado en el contexto donde se tienen dos personas remando. Kaiser también señaló que algunas preposiciones introducidas en las primeras lecciones toman diferentes terminaciones y por lo tanto hacen que un estudiante principiante de Ruso se sature con tantas terminaciones.
Unos meses antes, Donald McRae de la Universidad de Brock, fue más amable con la versión de alemán, llamándola "muy buena pero con algunas reservas". En contraste con Kaiser, McRae dijo que el programa tenía muy buena pedagogía y era extremadamente efectivo. 
Sin embargo, McRae estuvo en desacuerdo con la declaración de Fairfield donde se dijo que el programa puede completamente substituir un curso de idiomas de nivel principiante. Como Kaiser, McRae notó un punto donde el programa no indicaba una sutil distinción entre los verbos alemanes que significan 'correr'. El verbo 'laufen' es utilizado para describir a un perro corriendo, pero este verbo normalmente indica 'caminar'; 'rennen' que significa 'correr a gran velocidad' es utilizado para describir a un caballo. McRae concluyó que sin el contexto, un estudiante podía razonablemente concluir que 'rennen' se aplica solo para animales.
"Estoy convencido", escribió, "que cualquier curso de idiomas requiere la oportuna intervención de un buen maestro."
- Datos: Q1357556